# Rostrokonchy
Rostrokonchy (†Rostroconchia) – gromada wymarłych mięczaków, żyjących od kambru do permu, należąca do muszlowców (Conchifera). Rostrokonchy charakteryzowały się dwubocznie symetryczną jednoczęściową muszlą, do złudzenia przypominającą muszle małżów, dlatego też pierwotnie zaliczane były do tej gromady. Zrośnięta muszla miała charakterystyczne otwarcia z przodu i z tyłu, przekształcone, w późniejszych okresach ewolucji, w wąskie rurki – rostra (typowe dla konokardii). W odróżnieniu od małżów muszla nie miała więzadła i zawiasu.
Rostrokonchy żyły tylko w środowisku morskim i prawdopodobnie prowadziły bentoniczny infaunalny tryb życia, egzystując tuż pod powierzchnią osadu i wystawiając rostrum nad tę powierzchnię.
Rostrokonchy przypuszczalnie wywodzą się od pierwotnych jednotarczowców. Ewolucyjnie najbliżej spokrewnione są ze współczesnymi łódkonogami.